# През юли
„През юли“ (на немски: Im Juli) е германски филм от 2000 година, романтична комедия на режисьора Фатих Акин по негов собствен сценарий.
В центъра на сюжета е пътуването на германски младеж до Истанбул в преследване на негова случайна позната, за която му е предречено, че е жената на мечтите му. Главните роли се изпълняват от Мориц Блайбтрой, Кристиане Паул, Идил Юнер, Мехмет Куртулуш.
За участието си в „През юли“ Блайбтрой получава Германска филмова награда за водеща мъжка роля.